# Bumbareva banda
Bumbareva banda je 11. epizoda stripa Poručnik Tara. Epizoda je imala 20 strana. Epizodu je nacrtao Bane Kerac, a scenario napisao Svetozar Obradović. Epizoda je nastala u jesen/zimu 1975/1976. godine.

## Reprize
Epizoda je reprizno objavljena u magazinu Vojvođanski strip, br. 1. u avgustu 2015. god.